# Grăniceri
Grăniceri (en hongrois : Ottlaka, en allemand : Otlaka) est une commune du județ d'Arad, Roumanie qui compte 2 254 habitants.
La commune est composée de 2 villages : Grăniceri et Șiclău.

## Culture
D'après le recensement de 2011, la commune compte 2 254 habitants, en forte baisse par rapport au recensement de 2002 où elle en comptait 2 596.